# E4F1
E4F1‏ (E4F transcription factor 1) هوَ بروتين يُشَفر بواسطة جين E4F1 في الإنسان.